# Mysoria barcastus
Espèce
Mysoria barcastus est une espèce d'insectes lépidoptères (papillons) qui appartient à la famille des Hesperiidae, à la sous-famille des Pyrginae, à la tribu des Pyrrhopygini, et au genre Mysoria.

## Dénomination
Mysoria barcastus a été nommé par Jan Sepp en 1851 sous le nom initial de Papilio barcastus;
Synonyme : Papilio acastus Cramer, [1775] (nom préoccupé par Papilio acastus Linnaeus, 1758).

### Sous-espèces
- Mysoria barcastus barcastus
- Mysoria barcastus alta Evans, 1951 ; présent à Trinité
- Mysoria barcastus ambigua (Mabille & Boullet, 1908) ; présent au Mexique, au Costa Rica, au Honduras, en Colombie et au Paraguay
- Mysoria barcastus antila Evans, 1951 ; présent  au Brésil
- Mysoria barcastus barta Evans, 1951 ; présent en Bolivie, au Paraguay, en Argentine et au Brésil.
- Mysoria barcastus venezuelae (Scudder, 1872) ; présent au Honduras, en Colombie, au Venezuela, au Brésil, au Suriname, à Tobago et en Guyane

### Nom vernaculaire
Mysoria barcastus se nomme Royal Firetip en anglais.

## Description
Mysoria barcastus est un papillon au corps trapu noir à tête marquée de rouge, aux flancs rayés de rouge et à l'extrémité de l'abdomen rouge. 
Les ailes sont marron largement suffusé de bleu métallisé.
Le revers est semblable avec aux ailes postérieures une large bande jaune au bord externe.

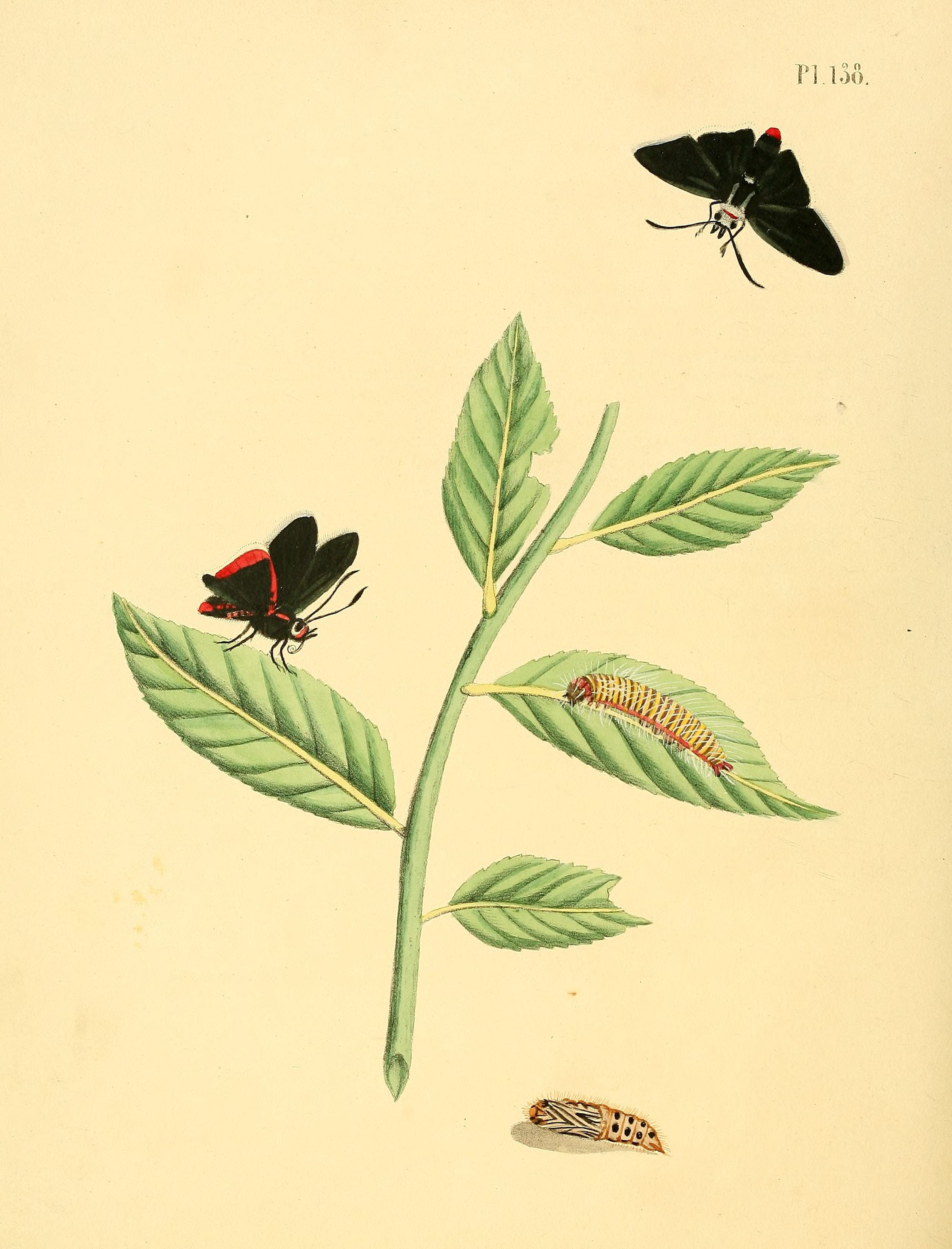
planche de Jan Sepp.

## Biologie

### Plantes hôtes
Les plantes hôte de sa chenille sont des Casearia, Casearia arguta, Casearia corymbosa, Casearia sylvestris et Zuelania guidonia.

## Écologie et distribution
Mysoria barcastus est présent au Mexique, au Costa Rica, au Honduras, en Colombie, au Venezuela, à Trinité-et-Tobago, en Bolivie, au Paraguay, en Argentine, au Brésil, au Surinam et en Guyane.

### Protection
Pas de statut de protection particulier.